# Edward Rutledge
Edward Rutledge, född 23 november 1749 i Charleston i South Carolina, död 23 januari 1800 i Charleston i South Carolina, var en amerikansk politiker (federalist). Han var den yngsta undertecknaren av USA:s självständighetsförklaring och South Carolinas guvernör från 1798 fram till sin död. Han var bror till John Rutledge.
Rutledge studerade juridik i London och inledde 1773 sin karriär som advokat i South Carolina. Han var ledamot av kontinentalkongressen 1774–1776. I den egenskapen fick han underteckna självständighetsförklaringen 1776. Han tjänstgjorde som officer i amerikanska frihetskriget och fick tillbringa ett år i brittisk krigsfångenskap.
Rutledge efterträdde 1798 Charles Pinckney som South Carolinas guvernör. Guvernör Rutledge avled år 1800 i ämbetet och gravsattes i Charleston.